# 1re division d'infanterie de marine
Pour les articles homonymes, voir 1re division.
La 1re division d'infanterie de marine (en russe : 1-я дивизия морской пехоты) est une grande unité soviétique de la fin de la Seconde Guerre mondiale et du début de la guerre froide. Créée en novembre 1944, elle occupe la base navale de Porkkala en Finlande. Renommée 1re division de mitrailleuses et d'artillerie (ru) (1-я пулемётно-артиллерийская дивизия) en 1948, elle est dissoute en 1956.

## Historique

### Formation
La division est créée le 1er novembre 1944 à partir de la 55e division de fusiliers (ru), dont elle conserve le titre honorifique Mozyrskaïa et l'ordre du Drapeau rouge. La division est en garnison sur la base de Porkkala et prend la composition suivante :
- 1er régiment d'infanterie de marine, ex-107e régiment de fusiliers Louninetski, du Drapeau rouge de la 55e division ;
- 2e régiment d'infanterie de marine, ex-111e régiment de fusiliers Louninetski, du Drapeau rouge de la 55e division ;
- 3e régiment d'infanterie de marine, ex-228e régiment de fusiliers Pinski de la 55e division ;
- 1er régiment de chars de l'infanterie de marine, ex-185e régiment indépendant de chars Léningradski, ordre de Koutouzov ;
- 1er régiment d'artillerie de l'infanterie de marine, ex-84e régiment d'artillerie, ordre de Souvorov, de la 55e division ;
- 1er bataillon indépendant de mitrailleuses et d'artillerie, nouvelle formation ;
- 2e bataillon indépendant de mitrailleuses et d'artillerie, nouvelle formation ;
- 12e groupe (divizion) d'artillerie antiaérienne, nouvelle formation ;
- 1er groupe (divizion) d'artillerie antichar, ex-129e groupe de la 55e division ;
- 2e bataillon de transmissions, ex-21e bataillon de la 55e division ;
- 4e bataillon de transport automobile, ex-80e compagnie de la 55e division ;
- 5e bataillon de sapeurs, ex-46e bataillon de la 55e division ;
- 3e compagnie de renseignement, ex-543e compagnie de la 55e division ;
- 6e compagnie chimique, ex-489e compagnie de la 55e division ;
- 12e compagnie médico-sanitaire, ex-67e compagnie de la 55e division.

### Renommage
En 1948, la division est renforcée d'autres unités et prend le 1er juillet le nom de 1re division de mitrailleuses et d'artillerie. Subordonnée à la flotte de la Baltique, la division a alors la composition suivante :
- 51e régiment de mitrailleuses et d'artillerie, ex-1er régiment d'infanterie de marine ;
- 54e régiment de mitrailleuses et d'artillerie, ex-2e régiment d'infanterie de marine ;
- 57e régiment de mitrailleuses et d'artillerie, ex-3e régiment d'infanterie de marine ;
- 194e régiment de chars et d'automoteurs, ex-1er régiment de chars de l'infanterie de marine ;
- 414e régiment d'artillerie, ex-1er régiment d'artillerie de l'infanterie de marine.

La division a alors un effectif de 16 000 militaires, avec 280 mitrailleuses et 208 casemates d'artillerie, en plus des blindés et des pièces d'artillerie de campagne.

### Dissolution
Sa dissolution commence en août 1955, quand la base navale est rendue à la Finlande. La division est repliée vers le camp de Bobotchine dans le district militaire de Léningrad. La dissolution se termine en janvier 1956.